# Ampolla
|  | Per a altres significats, vegeu «Ampolla (desambiguació)». |

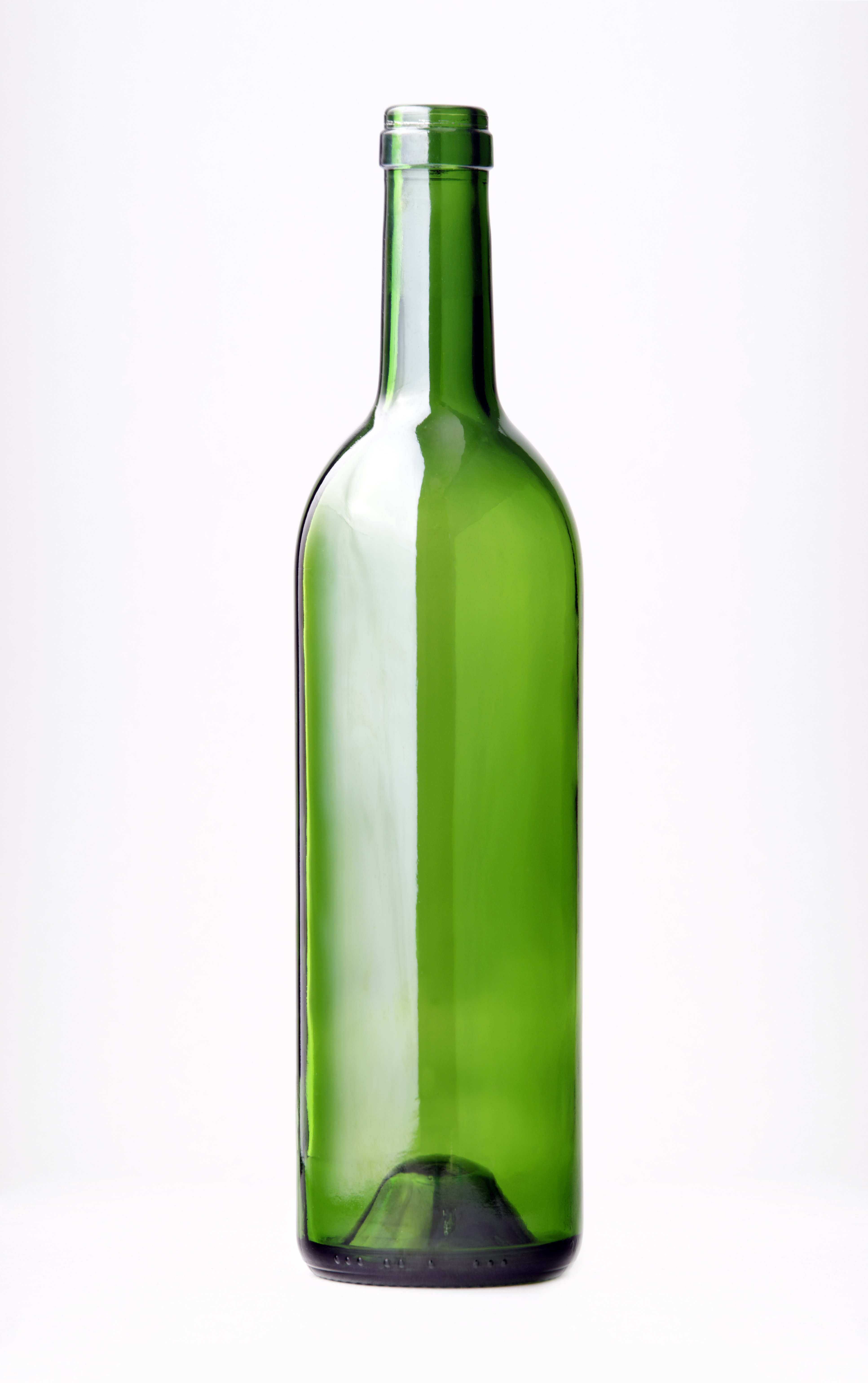
Ampolla de vi de vidre

Una ampolla, botella o bòtil és un envàs portàtil de cristall, vidre, material termoplàstic, etc., de coll llarg i estret destinat a contenir líquids, així com el seu contingut. La paraula prové del llatí ampŭlla, al seu torn un diminutiu del grec antic ἀμφορεύς, àmfora. A Menorca s'utilitza la paraula bòtil, manlleu catalanitzat de l'anglès bottle, resultat de dos segles de domini britànic; i al País Valencià s'usa la variant "botella".
Les primeres ampolles de vidre fabricades per bufament daten del segle ii aC i foren trobades a la Xina i Egipte. Era un producte de luxe fins que la producció semiautomàtica es va desenvolupar el 1894 a França per Claude Boucher (1842-1913) i el 1903 per Michael Joseph Owens (1859-1923) als Estats Units. Aquesta automatització va contribuir a popularitzar l'ampolla com a embalatge de molts líquids (vi, cervesa…) que abans només es venien a raig.
La producció en massa d'ampolles de vidre i sobretot d'ampolles de plàstic d'un sol ús ha creat un problema ecològic amb el temps i ha contribuït a un malbaratament no sostenible de recursos. La millor solució rau en la reutilització però es manté el problema entre l'interès particular de la indústria i l'interès general.